# لورينزو أجوادو
لورينزو أجوادو هيريرا (بالإسبانية: Lorenzo Aguado Herrera) (مواليد 19 سبتمبر 2002) هو لاعب كرة قدم إسباني يلعب كمدافع لصالح نادي ألباسيتي.

## النشأة
ولد لورينزو في مدريد. تدرب في الفئات الدنيا في نادي إليسكاس (بالإسبانية: Agrupación Deportiva Illescas) من عاك 2008 إلى 2010، ثم انضم لورينزو أجوادو إلى أكاديمية الشباب التابعة لنادي ريال مدريد الإسباني في سن الثامنة. ليلعب في الفريق الأصغر لنادي.

## حياة مهنية
بعد أن أنهى أجوادو فترة وجوده مع فريق الشباب التابع لريال مدريد، وقع على سبيل الإعارة لنادي نابالكارنيرو في موسم 2021-22 الذي كان يلعب في دوري الدرجة الثالثة الإسباني حيث لعب 14 مباراة وسجل 5 أهداف.
لعب أجوادو في موسم 2022-23 لصالح نادي ريال مدريد ج (ناسيونال) الذي كان ينشط في الدوري الإسباني الدرجة الخامسة، الفريق الرديف الثاني لريال مدريد والذي سجل معه 10 أهداف.
في موسم 2023-24، رجع كلاعب لنادي ريال مدريد كاستيا الذي يشارك في الدوري الإسباني الدرجة الثالثة.

## أسلوب اللعب
يلعب أجوادو بشكل أساسي كمدافع ولعب كلاعب خط وسط. 

## الحياة الشخصية
أجوادو هو مواطن من مدريد في إسبانيا.  عنده أخت. 

## إحصائيات المهنة
آخر تحديث 15 سبتمبر 2025..
| نادي                              | موسم                  | الدوري                | الدوري    | الدوري  | آخر       | آخر     | المجموع   | المجموع |
| نادي                              | موسم                  | قسم                   | التطبيقات | الأهداف | التطبيقات | الأهداف | التطبيقات | الأهداف |
| --------------------------------- | --------------------- | --------------------- | --------- | ------- | --------- | ------- | --------- | ------- |
| نافالكارنيرو (إعارة)              | 2021–22               | دوري الدرجة الرابعة   | 15        | 5       | 0         | 0       | 15        | 5       |
| نادي RSC Internacional FC (إعارة) | 2022–23               | دوري الدرجة الخامسة   | 26        | 10      | 4         | 0       | 30        | 10      |
| ريال مدريد كاستيا                 | 2023–24               | دوري الدرجة الثالثة   | 13        | 1       | —         | —       | 13        | 1       |
| ريال مدريد كاستيا                 | 2024–25               | دوري الدرجة الثالثة   | 3         | 1       | 0         | 0       | 3         | 1       |
| ريال مدريد كاستيا                 | المجموع               | المجموع               | 16        | 2       | 0         | 0       | 13        | 2       |
| مجموع المسيرة المهنية             | مجموع المسيرة المهنية | مجموع المسيرة المهنية | 57        | 17      | 4         | 0       | 61        | 16      |

1. ↑  الظهور في تصفيات الدرجة الخامسة 2023

## روابط خارجية
- لورينزو أجوادو على BDFutbol